# Tiarn Collins
Tiarn Collins (* 9. November 1999 in Brisbane, Australien) ist ein neuseeländischer Snowboarder. Er startet in den Freestyledisziplinen.

## Werdegang
Collins nimmt seit 2015 an Wettbewerben der Ticket to Ride World Snowboard Tour und der FIS teil. Dabei holte er im Juli 2015 beim Australia New Zealand in Cardrona im Slopestyle seinen ersten Sieg. Bei den Olympischen Jugend-Winterspielen 2016 in Lillehammer wurde er Fünfter in der Halfpipe und Vierter im Slopestyle. Zu Beginn der Saison 2016/17 errang er bei der Big-Air-Veranstaltung Monster Energy Jossi Wells Invitational in Cardrona den zweiten Platz und bei den Cardrona Games den dritten Platz im Slopestyle. Im weiteren Saisonverlauf gelangen ihn im Weltcup drei Top-Zehn-Platzierungen. Er erreichte damit den sechsten Platz im Slopestyle-Weltcup. Bei den Snowboard-Weltmeisterschaften 2017 in Sierra Nevada kam er auf den 24. Platz im Big Air und auf den achten Rang im Slopestyle. Ende März 2017 gewann er bei den Snowboard-Juniorenweltmeisterschaften 2017 in Špindlerův Mlýn die Bronzemedaille im Slopestyle. In der Saison 2017/18 erreichte er mit dem zweiten Platz beim Air & Style und Weltcup in Peking und den dritten Rang beim Weltcup in Snowmass den 18. Platz im Freestyle-Weltcup. Im Februar 2020 holte er im Slopestyle in Calgary seinen ersten Weltcupsieg und errang damit den zweiten Platz im Slopestyle-Weltcup. In der Saison 2021/22 gewann er mit Platz drei in Mammoth und Rang eins in Špindlerův Mlýn den Slopestyle-Weltcup. Zudem wurde er Zweiter im Park & Pipe-Weltcup. Beim Saisonhöhepunkt, den Olympischen Winterspielen 2022 in Peking, belegte er den 23. Platz im Big Air und den 18. Rang im Slopestyle.